# Bionectria epichloë
Bionectria epichloë är en svampart som först beskrevs av Speg., och fick sitt nu gällande namn av Schroers 2001. Bionectria epichloë ingår i släktet Bionectria och familjen Bionectriaceae.   Inga underarter finns listade i Catalogue of Life.